# Павло II
Павло́ II (лат. Paulus PP. II, П'єтро Барбо, італ. Pietro Barbo, 23 лютого 1417 — 26 липня 1471) — 211 папа римський з 30 серпня 1464 по 26 липня 1471.

## Життя
П'єтро Барбо був сином багатого венеційського купця. Його мати Полуксена Кондульмер була сестрою папи Євгенія IV. Вже змалку опікувався ним його дядько, посилаючи вчителів для П'єтро. У 1440 році Євгеній IV призначив  свого племінника кардиналом церкви Святої Марії (Santa Maria Nuova) в Римі. Окрім того він займав посади Апостольського протонотаря, Архідиякона Болоньї. Пізніше знову займає ряд єпископських посад: у 1440 єпископ у Червії, 1451 єпископ у Віченці і з 1459 єпископ у Падуї. На доходи від своїх численних парафій будує Палаццо Венеція (Palazzo Venezia) у Римі. П'єтро Барбо здобув популярність завдяки своїй щедрості. Так, він обіцяв, що у разі обрання його папою, він купить кожному кардиналу віллу, щоб вони могли уникнути літньої спеки .

## Понтифікат
30 серпня 1464 після триденних дебатів конклав обрав П'єтро Барбо новим папою.
Він погано володів латинською мовою, не був гуманістом і не був прихильним до членів Римської Академії, що якраз виникла в той час. Процес, який почала інквізиція  проти гуманістів Помпонія Лета (1428—1497) і Платіни (†1481), показав, що вони не є небезпечними для церкви. Павло ІІ наказав їх звільнити, а  Сікст IV призначив Платіну керуючим Ватиканською бібліотекою. У 1464 в бенедиктинському монастирі в Субіаку створено першу в Італії типографію. Павло ІІ наказав привести її до Ватикана.
Павло ІІ був нумізматом та колекціонував дорогоцінне каміння — його колекції прикрашають Ватиканські музеї. На міжнародні арені ним однак не було досягнуто успіхів: конфлікт між Францією, Венецією та Флоренцією не було розв'язано. Перспектива хрестового походу проти турків віддалилася на невизначену перспективу.
Павло ІІ увів бірет кардиналів та встановив ювілейний рік кожні 25 років.
Помер 26 липня 1471 року і похований у Гротах Ватикану.